# Kristoffer Lieng
Björn Erik Kristoffer Lieng, född 11 februari 1980 i Ängelholm, är en svensk författare, journalist och universitetslärare. Han har varit verksam i svensk, finländsk och rysk radio. Lieng skriver framförallt om Ryssland, där han har levt merparten av sitt vuxna liv. År 2020 tilldelades Kristoffer Lieng SWEA:s Interkulturella Stipendium för sin forskning om tvåspråkighet. Han erhöll år 2024 doktorsexamen vid Sorbonne Université för nämnd forskning.